# Borstendorf
Borstendorf este o comună din landul Saxonia, Germania.